# Kalansuva
Kalansuva (hebrejsky קַלַנְסֻוָה, arabsky قلنسوة, v oficiálním přepisu do angličtiny Qalansawe, přepisováno též Qalansuwa nebo Kalansuwa) je město v Izraeli, v  Centrálním distriktu.

## Geografie
Leží v pobřežní nížině v nadmořské výšce 37 metrů, cca 30 kilometrů severovýchodně od centra Tel Avivu a cca 12 kilometrů jihovýchodně od Netanje. Město je situováno necelé 3 kilometry od Zelené linie, která odděluje Izrael v jeho mezinárodně uznávaných hranicích od území Západního břehu Jordánu. Je lemováno zemědělsky obhospodařovanou krajinou.
Kalansuva leží v oblasti nazývané Trojúhelník, obývané izraelskými Araby. 3 kilometry odtud navíc na Západním břehu jordánu leží palestinské arabské město Tulkarm. Osídlení na západní a severní straně je ryze židovské. Na východní straně leží další arabské město Tajbe (mezi nimi se ovšem nachází židovská vesnice Ša'ar Efrajim).
Město je napojeno na místní silnici číslo 5614, která ústí do východozápadní dálnice číslo 57. Východně od města pak byla zbudována v severojižním směru vedoucí dálnice číslo 6 (takzvaná "Transizraelská dálnice").

## Dějiny
Kalansuva se poprvé zmiňuje ve 13. století. Nacházelo se zde dočasně i křižácké osídlení a nynější vesnice (později město) byla prý založena v 17. století. V roce 1949 se po podepsání dohod o příměří, které ukončily první arabsko-izraelskou válku stala součástí státu Izrael, přičemž ale místní arabská populace byla zachována.
Roku 2000 byla Kalansuva povýšena na městskou radu (velké město), podle populace nejmenší město v Izraeli. Ve znaku obce je symbol místní mešity zřízené na místě staršího kostela.

## Demografie
Kalansuva je město s ryze arabskou populací. Podle údajů z roku 2005 tvořili 99,9 % obyvatel v Kalansuva muslimští Arabové. Jde o středně velké sídlo městského typu s trvalým růstem. K 31. prosinci 2014 zde žilo 21 000 lidí.
| Rok            | 1922 | 1931 | 1955  | 1961  | 1972  | 1983  | 1995   | 1998   | 1999   | 2000   |
| -------------- | ---- | ---- | ----- | ----- | ----- | ----- | ------ | ------ | ------ | ------ |
| Počet obyvatel | 871  | 1069 | 2 300 | 3 006 | 5 016 | 7 792 | 11 663 | 13 400 | 13 900 | 14 500 |

| Rok            | 2001   | 2003   | 2004   | 2005   | 2006   | 2007   | 2008   | 2009   | 2010   | 2011   | 2012   | 2013   | 2014   |
| -------------- | ------ | ------ | ------ | ------ | ------ | ------ | ------ | ------ | ------ | ------ | ------ | ------ | ------ |
| Počet obyvatel | 15 000 | 15 919 | 16 413 | 16 896 | 17 380 | 17 809 | 18 302 | 18 680 | 19 200 | 19 800 | 20 200 | 20 600 | 21 000 |

* údaje od roku 2010 zaokrouhleny na stovky